# ZC-B
ZC-B，化学名：3-(4-溴-2,5-二甲氧基苯基)氮杂环丁烷（英語：3-(4-bromo-2,5-dimethoxyphenyl)azetidine），是一种含氮有机溴化合物，化学式C
11H
14BrNO
2，属于苯乙胺衍生物，结构上与2C系列的2C-B类似，能作为5-羟色胺受体的选择性激动剂。